# TanDEM-X
TanDEM-X — немецкий радиолокационный спутник дистанционного зондирования земли гражданского назначения. Является точной копией спутника TerraSAR-X, запущенного в 2007 году. Данный космический аппарат предназначен для создания глобальной цифровой модели высот повышенной точности. Планируется, что оба спутника будут находиться на расстоянии 150 метров друг от друга и смогут образовать радарный интерферометр. Предполагается, что таким образом можно будет получить трёхмерные снимки объектов на земной поверхности. Спутник сможет вести съёмку в 3 режимах: прожекторный с разрешением 1—2 м и шириной полосы обзора от 463 до 622 км, маршрутный с разрешением 3 м и шириной полосы обзора от 287 до 622 км и обзорный с разрешением 16 метров и шириной полосы обзора от 287 до 577 км. Был выведен на орбиту 21 июня 2010 года украино-российской конверсионной ракетой-носителем Днепр с площадки № 109 космодрома Байконур. Стоимость создания спутника составила 85 млн евро. По плану заказчика запуска, срок его активного существования на орбите составит пять лет. Планируется, что пара TerraSAR-X — TanDEM-X сможет совместно проработать на орбите не менее 3 лет.